# Bebe Kamin
Bernardo Czemerinsky (Buenos Aires, 7 de maig de 1943), conegut pel seu nom artístic Bebe Kamin, és un guionista i director de cinema argentí. Ha dirigit, entre altres films, Los chicos de la guerra (1984), que va tenir molt bon acolliment de crítica i públic, i que la seva temàtica es vincula amb la Guerra de les Malvines.

## Activitat professional
Es va graduar com a enginyer en electromecànica i va treballar en la Comissió Nacional d'Energia Atòmica. Quan estudiava va començar el seu acostament al cinema i va ser responsable del cineclub de la Facultat d'Enginyeria. A partir de 1969 va ser director de so de diverses pel·lícula, incloent El habilitado, Juan Lamaglia y Sra. i The Players vs. Ángeles caídos, totes de 1969.

Aproximadament entre 1970 i 1974, un petit grup d'amics, que ells mateixos van denominar Underground amb un interès comú: per una manera diferent de veure el cinema i d'assumir-lo radicalment que els diferenciaven tant de la indústria tradicional com dels altres grups contemporanis. A més de Kamin eren allí, entre d'altres, Edgardo Cozarinsky, Rafael Filippelli, Hugo Gil, Gabriel Bejo, Edgardo Kleinman, Néstor Lescovich i Julio Ludueña. Sobre aquesta època Bejo repetia una frase de Filippelli sobre les pel·lícules que els agradaven: ‘Si això és cinema llavors el que nosaltres fem ha de ser una altra cosa’ i agrega:
| « | "Hi ha tantes coses en les quals crèiem i que estan definitivament enterrades que em falten les referències per a situar (les seves) pel·lícules –i altres dels meus amics de llavors– com a tals. Però, en fi, aquests objectes estan fotografiats en una gelatina de bromur de plata sobre un suport de cel·luloide que passa la velocitat de 24 imatges per segon en un projector: llavors, diguem que són pel·lícules cinematogràfiques. Per la resta, confesso que des d'avui i aquí em costa parlar d'aquella època sense preguntar-me si no hauré imaginat tot allò”. | » |

El 1975 va dirigir El búho, el seu primer llargmetratge, que no va ser estrenat comercialment i va ser exhibit en 1983. Posteriorment va dirigir el documental musical 
Adiós Sui Generis (1976) i Los chicos de la guerra (1984), un film vinculat a la temàtica de la Guerra de les Malvines, i des de llavors va alternar la direcció de films amb la labor docent.

## Crítiques sobreLos chicos de la guerra
Alguns dels comentaris crítics sobre aquest film foren:

Jorge Abel Martín a Tiempo Argentino va escriure:
| « | «Excel·lent nivell cinematogràfic, intel·ligent plantejament argumental, cuidada realització i importants assoliments actorals» | » |

La Nación va opinar:
| « | «El guió ha preferit l'anecdòtic amb criteri sumatori i no la progresion dramàtica.» | » |

Jorge Miguel Couselo a Clarín va dir:
| « | «És la primera expressió en termes contemporanis extrems, referida a una ferida no cicatritzada, i encara en una certa contenció més eloqüent que els molts verbalismes a l'ús.» | » |

La Razón va opinar:
| « | «Si bé és cert que alguns aspectes del film no acaben de convèncer com per exemple, la falta de verisme de les escenes de combat...continua tenint valor com a document.» | » |

Manrupe i Portela escriuen:
| « | «Una d'aquestes pel·lícules de valor històric i visió recomanada tant per a un possible estudi del conflicte Malvines, com de la primera etapa de la democràcia post-processo i els seus temes. El retrat dels adolescents transmet sinceritat i frescor. Dissimulant algunes mancances de producció la pel·lícula està acceptablement narrada.» | » |

## Premis perLos chicos de la guerra
La pel·lícula va rebre els següents premis:
Festival Internacional de Cinema de Rio de Janeiro (el Brasil) (1984)
- Premi Especial del Jurat.
- Premi de la Joventut de la Unesco.
- Premi de l'Associació de Crítics de Rio de Janeiro
- Esment de l'Oficina Catòlica Internacional del Cinema

Festival Internacional del Nou Cinema Llatinoamericà de l'Havana. l'Havana, Cuba 1984
- Esment Especial del Jurat.

Festival de Cinema Iberoamericà de Huelva Huelva, Espanya, (1984)
- Premi Colón d'Or a la millor pel·lícula, compartit amb Asesinato en el Senado de la Nación de Juan José Jusid.

## Filmografia
Departament de so
- Contraluz (2001)
- País cerrado, teatro abierto (1990) (sonido)
- La película del rey (1985)
- Mercedes Sosa: como un pájaro libre (1983) (sonido)
- Piedra libre (1976)
- La guerra del cerdo (1975)
- El Pibe Cabeza (1975)
- Luces de mis zapatos (1973)
- Repita con nosotros el siguiente ejercicio (1973)
- Paño verde (1972)
- El habilitado (1971)
- Alianza para el progreso (1971)
- La familia unida esperando la llegada de Hallewyn (1971))
- Por los senderos del Libertador (1971)
- ...(Puntos suspensivos) o Esperando a los bárbaros (1970)
- La fidelidad (1970)
- Los buenos sentimientos (1970) curtmetratge que va integrar després el llargmetratge Cuatrónicas
- El habilitado (1969)
- Juan Lamaglia y Sra. (1969)
- The Players vs. Ángeles caídos (1969) (muntatge sonor)

Director
- Maestros milongueros (2007)
- Contraluz (2001)
- Vivir mata (1991)
- Homenaje (1988)
- Chechechela, una chica de barrio (1986)
- Los chicos de la guerra (1984)
- Adiós Sui Generis (1976)
- El búho (1975) i exhibida el 1983.

Guionista
- Maestros milongueros (2007)
- Contraluz (2001)
- Vivir mata (1991)
- Homenaje (1988)
- Chechechela, una chica de barrio (1986)
- Los chicos de la guerra (1984)
- Adiós Sui Generis (1976)
- El búho (1975) i exhibida el 1983.

Productor
- Sociedad anónima (2005)
- Contraluz (2001) (como Bernardo Czemerinsky)
- Vivir mata (1991)